# Озерна (Чернишевський район)
Озе́рна (рос. Озёрная) — село у складі Чернишевського району Забайкальського краю, Росія. Входить до складу Жирекенського міського поселення.

## Населення
Населення — 20 осіб (2010; 21 у 2002).
Національний склад (станом на 2002 рік):
- росіяни — 86 %